# Carcharocles
Sous-genre
Carcharocles est un sous-genre éteint de requins Lamniformes, ayant vécu durant l'Éocène jusqu'au Pliocène. Carcharocles peut inclure le Mégalodon, mais certains auteurs le placent plus souvent dans le genre Megaselachus. D'autres considèrent qu'il s'agit d'un sous-genre d’Otodus, ce qui est le plus admis aujourd'hui.

## Liste des espèces
- † C. aksuaticus (Menner, 1928[3])
- † C. auriculatus (Blainville, 1818[3])
- † C. sokolovi (Jaekel, 1895[3])
- † C. angustidens (Agassiz, 1923[3])
- † C. chubutensis (Ameghino, 1906[3])